# Årets bibliotek
Årets bibliotek är en utmärkelse som delas ut till svenska bibliotek av fackförbundet DIK sedan 1986. Kriterierna utgår från bland annat användarvänlighet, organisation, kreativitet, utveckling, bestånd och förankring i samhället.
DIK meddelade 2023 att de tagit en paus med utdelningen av Årets bibliotek.

## Pristagare
| - 1986: Laholms bibliotek - 1987: Eskilstuna stads- och länsbibliotek - 1988: Kalmar stadsbibliotek - 1989: Skellefteå folkbibliotek - 1990: Scaniabiblioteket, Södertälje - 1991: Kalix kommunbibliotek - 1992: Medieteket vid Lärarhögskolan i Malmö och Hälsouniversitetets bibliotek i Linköping - 1993: Biblioteken i Vännäs, Vindeln och Bjurholm - 1994: Karlskoga Stadsbibliotek - 1995: Helsingborgs stadsbibliotek - 1996: Trollbäckens bibliotek, Tyresö - 1997: Lunds Universitetsbibliotek UB2 - 1998: Länsbiblioteket Halland - 1999: Säffle bibliotek - 2000: Sambiblioteket – Härnösands bibliotek, Mitthögskolans bibliotek, Länsbiblioteket Västernorrland - 2001: Kungsbacka bibliotek - 2002: Riksdagsbiblioteket - 2003: Malmö stadsbibliotek | - 2004: Skolbiblioteksforum i Växjö - 2005: Högskolebiblioteket Jönköping - 2006: Nordiska Afrikainstitutets bibliotek Uppsala - 2007: Karolinska institutets universitetsbibliotek - 2008: Gislaveds bibliotek - 2009: BUS-bibliotek, barn och ungdomsbiblioteket vid Drottning Silvias Barnsjukhus Göteborg - 2010: Sandvikens bibliotek - 2011: Internationella biblioteket, Stockholm - 2012: Bibliotek i Värmland - 2013: Göteborgs stadsbibliotek - 2014: Växjö kommun - 2015: Kista bibliotek - 2016: Chalmers tekniska högskola - 2017: Inget pris delades ut - 2018: Kronan Bibliotek i Trollhättan - 2019: Mediateken på Söderslättsgymnasiet - 2020: Specialår: Alla Sveriges bibliotekarier - 2021: Älvdalens bibliotek - 2022: Hultsfreds bibliotek |